# Kościół i klasztor pw. św. Antoniego z Padwy w Zakopanem
Kościół św. Antoniego na Bystrem w Zakopanem – niewielki kościół położony u stóp Nosala w Zakopanem. Posługują tu OO. Bernardyni. Od 2020 roku kościół pełni funkcję Sanktuarium Świętego Antoniego z Padwy.

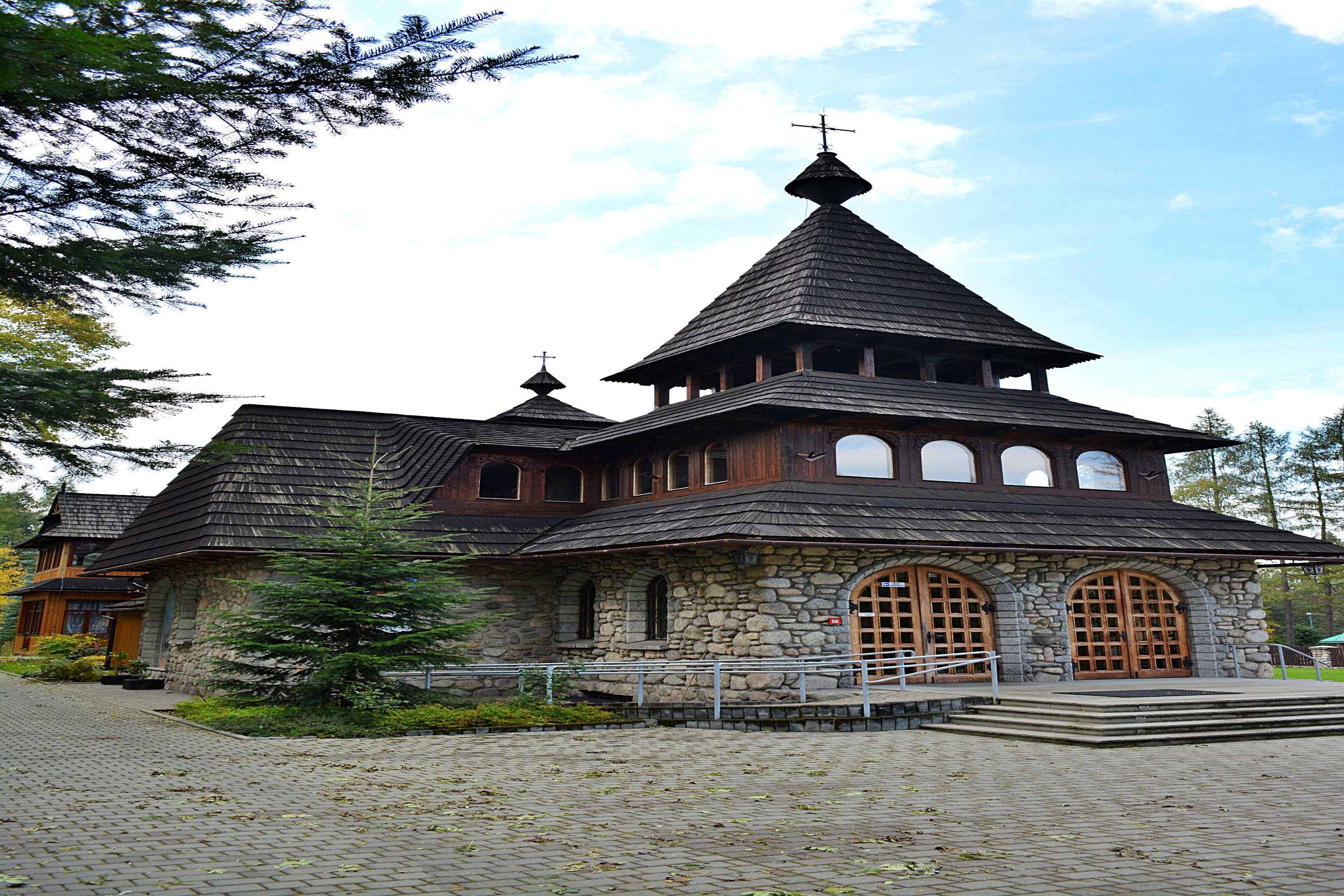
Sanktuarium św Antoniego z Padwy w Zakopanem

Pomysł nabycia domu rekreacyjnego w Zakopanem powstał w 1893 r. W 1902 r. nabyto drewnianą willę na Bystrem. Posiadała ona półpubliczną kaplicę pw. św. Antoniego, gdyż bp krakowski Jan Puzyna nie pozwolił na budowę kościoła, ani klasztoru. Liczba kuracjuszy domu wynosiła kilka osób. W zimie willa stała pustkami. 
W 1939 r. dom został obsadzony stałymi mieszkańcami. W 1958 r. bracia postarali się o oficjalną erekcję klasztoru. Po zakończeniu II wojny światowej zbudowano w miejscu dotychczasowej dużą, nową kaplicę oraz przebudowano i powiększono dom. W 1976 r. kard. Karol Wojtyła powierzył Bernardynom posługę parafialną na Bystrem, Kozińcu i Pardałówce.